# Liste der Kulturgüter in Mörschwil
Die Liste der Kulturgüter in Mörschwil enthält alle Objekte in der Gemeinde Mörschwil im Kanton St. Gallen, die gemäss der Haager Konvention zum Schutz von Kulturgut bei bewaffneten Konflikten, dem Bundesgesetz vom 20. Juni 2014 über den Schutz der Kulturgüter bei bewaffneten Konflikten sowie der Verordnung vom 29. Oktober 2014 über den Schutz der Kulturgüter bei bewaffneten Konflikten unter Schutz stehen.
Objekte der Kategorie A sind im Gemeindegebiet nicht ausgewiesen, Objekte der Kategorie B sind vollständig in der Liste enthalten, Objekte der Kategorie C fehlen zurzeit (Stand: 1. Januar 2023).

## Kulturgüter
| Foto |                                                                                      | Objekt                                                    | Kat. | Typ | Standort                         | Beschreibung |
| ---- | ------------------------------------------------------------------------------------ | --------------------------------------------------------- | ---- | --- | -------------------------------- | ------------ |
| BW   | Datei hochladen · Wikidata zu (Q135470754)                                           | Tübacher Holz, mittelalterliche Fliehburg KGS-Nr.: 01051  | B    | F   | Tübacher Holz 751500 / 260300    |              |
| ja   | Datei hochladen · Wikidata zu Katholische Kirche St. Johannes der Täufer (Q29786530) | Katholische Kirche St. Johannes der Täufer KGS-Nr.: 08199 | B    | G   | Schulstrasse 6.1 749700 / 259380 |              |
| ja   | Datei hochladen · Wikidata zu Schloss Watt (Q135470422)                              | Schloss Watt KGS-Nr.: 16888                               | B    | G   | Schloss Watt 317 749387 / 258506 |              |